# Mikayla Makwabarara
Mikayla Makwabarara, née le 2 mars 2008, est une nageuse zimbabwéenne.

## Carrière
Mikayla Makwabarara est médaillée de bronze du relais 4 × 100 mètres nage libre avec Paige van der Westhuizen, Donata Katai et Vhenekai Dhemba aux Jeux africains de 2023 à Accra, où elle est à 16 ans l'une des plus jeunes sportives de la délégation zimbabwéenne.